# Jürgen Sielemann
Jürgen Sielemann (* 16. September 1944 in Bad Bevensen) ist ein deutscher Archivar und Historiker.

## Leben und Wirken
Sielemann war von 1969 bis 2007 als Beamter des Staatsarchivs Hamburg tätig. Das Hauptgebiet seiner Tätigkeit lag in der Archivpflege und Auskunftstätigkeit im Bereich der personenkundlichen Abteilung mit dem Schwerpunkt der Zuständigkeit für das Archivgut und die Geschichte der Jüdischen Gemeinden Hamburgs. Dafür lernte Sielemann auch Hebräisch.
Seine Forschungsergebnisse publizierte Sielemann in zahlreichen Veröffentlichungen. 1993 initiierte und bearbeitete er das 1995 erschienene Gedenkbuch „Hamburger jüdische Opfer des Nationalsozialismus“ mit den Namen und Daten von 8877 Opfern der Verfolgungen. 2005 erschien sein Buch „‚Aber seid alle beruhigt.‘ Briefe von Regina van Son an ihre Familie 1941-1942“. Nach seiner Pensionierung erschien Sielemanns Buch „Quellen zur jüdischen Familiengeschichtsforschung im Staatsarchiv Hamburg. Ein Wegweiser für die Spurensuche“ (Band 23 der Veröffentlichungen aus dem Staatsarchiv der Freien und Hansestadt Hamburg).
Sielemanns Teilnahme an den internationalen Seminaren für jüdische Genealogie ermutigte ihn 1995, die Gründung der gemeinnützigen Hamburger Gesellschaft für jüdische Genealogie e.V. zu initiieren. Diese Gesellschaft gehört als noch einziger deutscher Verein dem Dachverband International Association of Jewish Genealogical Societies an. In der Vierteljahreszeitschrift „Maajan - Die Quelle“ veröffentlichte die Hamburger Gesellschaft von 1995 bis 2015 zusammen mit der Schweizerischen Vereinigung für jüdische Genealogie Beiträge zur jüdischen Familienforschung. Seit 2016 erscheint die Zeitschrift „Liskor - Erinnern“ als Vierteljahreszeitschrift der Hamburger Gesellschaft für jüdische Genealogie ohne Schweizer Beteiligung.

## Ehrungen
- 1999: Dank und Anerkennung des Senats der Freien und Hansestadt Hamburg für die erfolgreiche langjährige Arbeit
- 2001: Ehrenurkunde des Joseph Carlebach-Instituts der Bar-Ilan Universität in Ramat Gan
- 2004: Verleihung des German Jewish History Award der Arthur S. Obermayer Foundation
- 2008: Verleihung der Lappenberg-Medaille des Vereins für Hamburgische Geschichte
- 2012: Verleihung der Herbert-Weichmann-Medaille der Jüdischen Gemeinde in Hamburg
- 2013: Verdienstkreuz am Bande der Bundesrepublik Deutschland